# Psylliodes caneparii
Psylliodes caneparii là một loài bọ cánh cứng trong họ Chrysomelidae. Loài này được Leonardi miêu tả khoa học năm 2007.